# Phyciodes cocyta

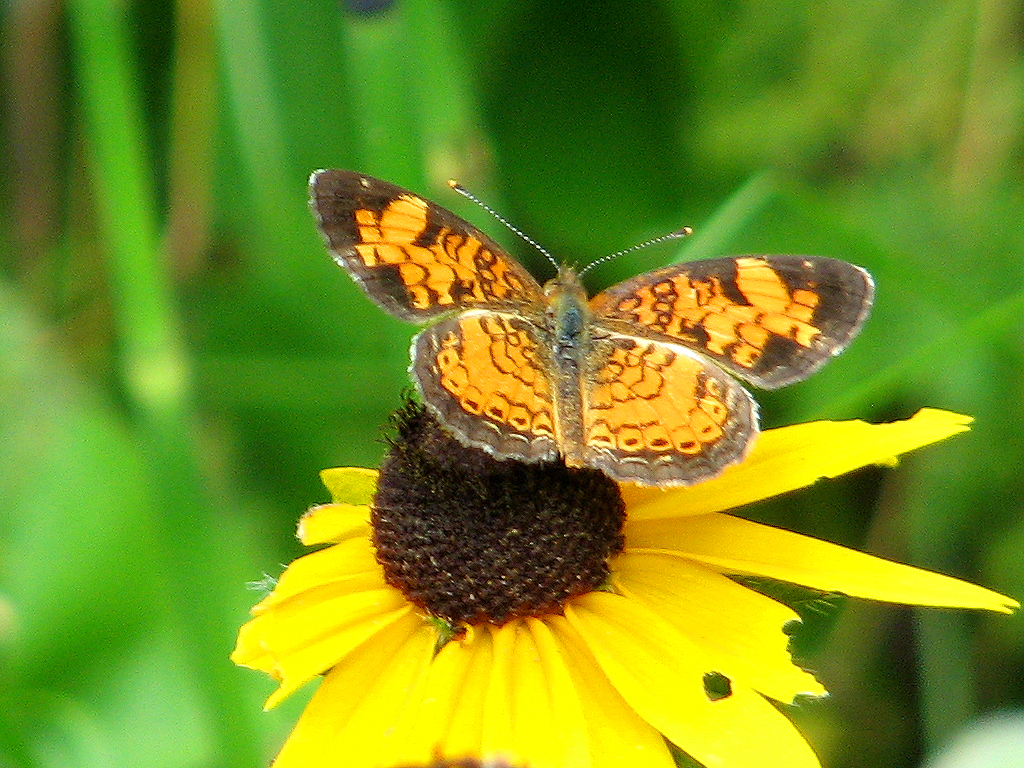
Trên Black-eyed Susan, Ottawa, Ontario

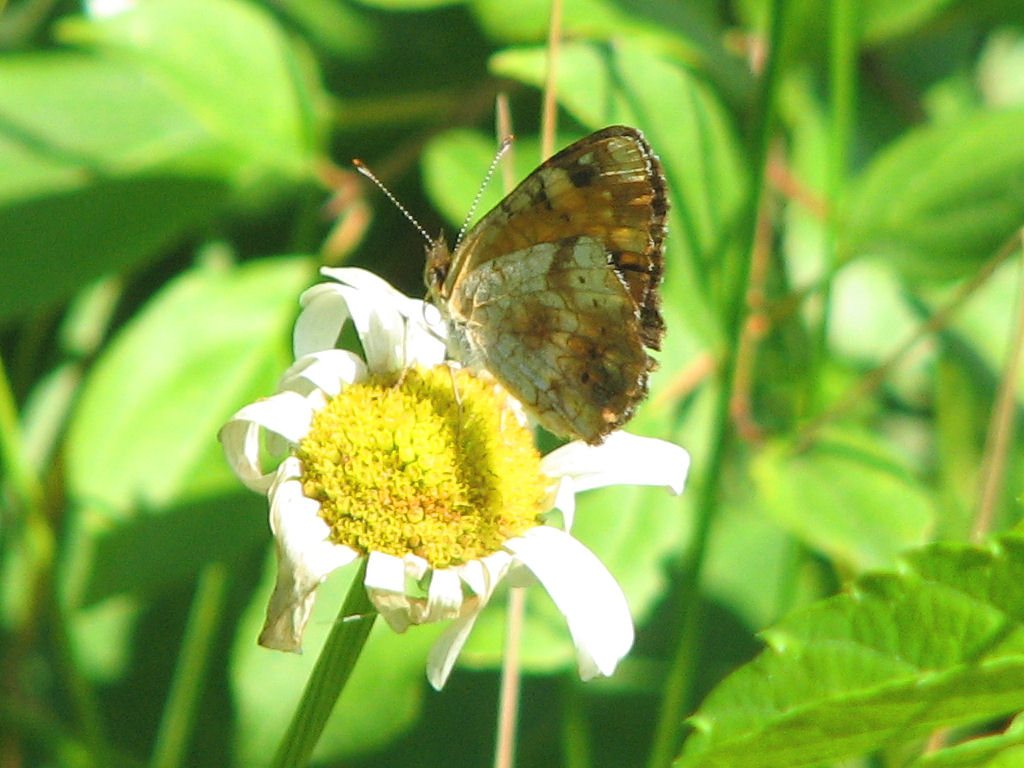
Hình ảnh

Lưỡi liềm Bắc (Phyciodes cocyta) là một loài bướm ngày thuộc họ Nymphalidae. Nó được tìm thấy ở Nearctic ecozone.
Sải cánh dài 32–38 mm. Chúng bay từ tháng 6 đến tháng 7 tùy theo địa điểm.
Ấu trùng ăn các loài trong Họ Cúc.

## Các loài tương tự
- Phyciodes batesii – Tawny Crescent
- Phyciodes tharos – Pearl Crescent